# Decade of Decadence ’81–’91
Decade of Decadence ’81–’91 ist das erste Kompilationsalbum der amerikanischen Glam-Metal-Band Mötley Crüe. Es wurde am 19. Oktober 1991 veröffentlicht.

## Hintergrund
Nach dem Erfolg von Dr. Feelgood veröffentlicht, ging das Album deutlich über den Inhalt üblicher Kompilationsalben hinaus. Es enthielt neben sechs der größten Hits der Band drei Remixes (Live Wire (Kick Ass ’91 Remix), Piece of Your Action (Screamin’ ’91 Remix) und Home Sweet Home ’91). Dazu kamen mit Rock ’n’ Roll Junkie ein Soundtrackbeitrag, der Song Teaser (zuvor auf der Kompilation Stairway to Heaven/Highway to Hell veröffentlicht, Cover von Tommy Bolin) sowie der Livesong Kickstart My Heart (Live in Dallas, Texas). Zudem waren die drei neuen Songs Primal Scream, Angela und das Sex-Pistols-Cover Anarchy in the U.K. enthalten.

## Veröffentlichung
Das Album erschien am 19. Oktober 1991. Zum Album erschienen die beiden Singles Primal Scream und Home Sweet Home ’91. Zu Anarchy in the U.K. wurde zudem ein offizielles Musikvideo veröffentlicht, das unter anderem beim Festival Monsters of Rock in Europa aufgenommen wurde. Angela erschien darüber hinaus als Promosingle.

## Titelliste
| Nr. | Titel                                                 | Autor(en)                                           | Länge |
| --- | ----------------------------------------------------- | --------------------------------------------------- | ----- |
| 1.  | Live Wire (Kick Ass ’91 Remix)                        | Nikki Sixx                                          | 3:16  |
| 2.  | Piece of Your Action (Screamin’ ’91 Remix)            | Vince Neil, Sixx                                    | 4:39  |
| 3.  | Shout at the Devil                                    | Sixx                                                | 3:14  |
| 4.  | Looks That Kill                                       | Sixx                                                | 4:08  |
| 5.  | Home Sweet Home ’91 (Remix)                           | Sixx, Tommy Lee                                     | 4:01  |
| 6.  | Smokin’ in the Boys Room                              | Cub Koda, Michael Lutz                              | 3:27  |
| 7.  | Girls, Girls, Girls                                   | Mick Mars, Sixx, Lee                                | 4:29  |
| 8.  | Wild Side                                             | Neil, Sixx, Lee                                     | 4:40  |
| 9.  | Dr. Feelgood                                          | Mars, Sixx                                          | 4:48  |
| 10. | Kickstart My Heart (Live in Dallas, Texas, July 1990) | Sixx                                                | 4:57  |
| 11. | Teaser (Cover von Tommy Bolin)                        | Tommy Bolin, Jeff Cook                              | 5:16  |
| 12. | Rock ’n’ Roll Junkie                                  | Mars, Sixx, Lee                                     | 4:01  |
| 13. | Primal Scream                                         | Sixx, Neil, Mars, Lee                               | 4:46  |
| 14. | Angela                                                | Neil, Mars, Sixx, Lee                               | 3:54  |
| 15. | Anarchy in the U.K. (Cover von den Sex Pistols)       | Johnny Rotten, Steve Jones, Glen Matlock, Paul Cook | 3:20  |

| Nr. | Titel               | Musik            | Länge |
| --- | ------------------- | ---------------- | ----- |
| 16. | Red Hot (live)      | Mars, Neil, Sixx | 3:28  |
| 17. | Dr. Feelgood (live) | Mars, Sixx       | 6:42  |

## Kommerzieller Erfolg

### Chartplatzierungen
Das Album erreichte Platz zwei der Billboard 200, Platz 20 im Vereinigten Königreich sowie Platz 22 in der Schweiz.
| ChartsChartplatzierungen       | Höchstplatzierung | Wochen |
| ------------------------------ | ----------------- | ------ |
| Schweiz (IFPI)                 | 22 (4 Wo.)        | 4      |
| Vereinigte Staaten (Billboard) | 2 (37 Wo.)        | 37     |
| Vereinigtes Königreich (OCC)   | 20 (3 Wo.)        | 3      |

### Auszeichnungen für Musikverkäufe
In den USA wurde es auch mit Doppelplatin zertifiziert.
| Land/Region               | Auszeichnungen für Musikverkäufe (Land/Region, Auszeichnung, Verkäufe) | Verkäufe  |
| ------------------------- | ---------------------------------------------------------------------- | --------- |
| Australien (ARIA)         | Gold                                                                   | 35.000    |
| Japan (RIAJ)              | Gold                                                                   | 100.000   |
| Kanada (MC)               | Platin                                                                 | 100.000   |
| Vereinigte Staaten (RIAA) | 2× Platin                                                              | 2.000.000 |
| Insgesamt                 | 2× Gold · 3× Platin ·                                                  | 2.235.000 |